# Pristimantis carvalhoi
Pristimantis carvalhoi es una especie de anfibio anuro de la familia Craugastoridae.

## Distribución
Esta especie habita en la cuenca alta del Amazonas:
- en Colombia;
- en Ecuador;
- en Perú;
- en Bolivia;
- en Brasil.[4]

## Etimología
Esta especie lleva el nombre en honor a Antenor Leitão de Carvalho.

## Publicación original
- Lutz & Kloss, 1952 : Short notes on some frogs from the Upper Amazonas and a few vicariant forms. Memorias do Instituto Oswaldo Cruz, vol. 50, p. 629-678[5]